# 3DO 인터랙티브 멀티플레이어
3DO 인터렉티브 멀티플레이어(3DO Interactive Multiplayer)는 일렉트로닉 아츠에서 출자하여 1991년 3DO라는 기업을 만들어서 1993년에 발매했던 32비트 게임기 규격이다.
3DO는 오디오와 비디오의 이은 "제3의 규격"이라는 뜻이며 라이선스를 맺는 업체들은 누구나 생산, 제조가 가능하다. 독점이 불가능하고 제조사들의 경쟁으로 가격을 낮추는 이점이 있다. 게임산업의 발달로 규모가 점점 커짐에 따라 거대 가전기업들이 그 사업에 뛰어들었고 파나소닉, 럭키금성, 삼성, 산요 등의 거대 가전기업과 EA에서는 게임시장에서 새로운 닌텐도가 독주하고 있는 게임시장에 뛰어들고자 3DO프로젝트를 실행했다. 그러나, 결국 게임 타이틀의 부족, 세가 세턴과 플레이스테이션의 출시 등의 여러 가지 이유로, 1996년부터는 개발을 포기하기에 이른다. 결국 엄청난 적자를 맞게 되었고 결국, 3DO게임사는 부도를 맞게 되었다.

## 사양
- 32-bit 12.5 MHz RISC CPU (ARM60)
- 산술 코프로세서
- 32kb SRAM
- 24Bit 컬러 깊이(1670만컬러) 지원, 640*480의 해상도 지원
- 두개의 코프로세서를 통한 6400만 픽셀 처리
- 버스 속도 : 50Mb/s
- 36개의 DMA채널
- 2개의 확장슬롯
- 비디오메모리 1MB
- 16Bit DSP를 사용한 44.1KHz의 16bit 스테레오 사운드 출력)
- 2배속 CD-ROM (버퍼 32KB)
- 음악CD, CD+G, Photo CD 지원
- MPEG확장팩 장착시 비디오 CD지원